# Língua jarawa
Järawa, ou Jarwa, é uma língua da família Onga. Ela é falada pelo povo Jarawa, da região das ilhas de Andamão e Nicobar, mais especificamente da ilha Andamão do Sul e Andamão Central.
Järawa significa "estrangeiros" em Aka-Bea, a língua de seus inimigos tradicionais. Assim como muitos outros povos, eles se chamam de aong, "as pessoas". O idioma jarawa das Ilhas Andamão é considerado vulnerável.

## História
Jarawa é uma linguagem utilizada principalmente por comunidades de caçadores e coletores que vivem ao longo da costa ocidental das ilhas de Andamão e Nicobar, no sul da Índia.
O Jarawas são os únicos negritos restantes nas ilhas Andamão, de anteriores quatro tribos. Além de terem uma história tradicional de sistema de caça, coleta e pesca, eles também tem reputação de serem guerreiros e exímios defensores de seus territórios. Os jarawa sobreviveram o movimento imperialista violento britânico na Índia durante o século XIX, e também a ocupação japonesa mais tarde.
A tribo jarawa atualmente tem uma população de 270 restantes. A principal ameaça à resistência do povo é uma rodovia que cruza a ilha, atravessando seu território e reserva florestal de 1028 quilômetros quadrados de florestas perenifólias densas.
Acredita-se que os ancestrais dos Jarawa fizeram parte das primeiras migrações humanas para o exterior da África.

## Sons e fonologia
Existem duas variações da língua Jarawa; uma é falada no norte da ilha Andamão Média e a outra no sul. A língua contém 41 sons, 28 consoantes e 13 vogais.
O idioma é descendente de uma língua conhecida como Proto-Andamanês. Dessa raiz ampla, outro idioma conhecido como Pequeno Andamanês evoluiu, dando origem à língua Onge e jarawa, e acredita-se que a língua sentinelesa também tenha essa origem.

### Vogais
| Anterior    | Central | Posterior |   |
| ----------- | ------- | --------- | - |
| Fechada     | i       | u         |   |
| Semifechada | e       | ɘ         | o |
| Média       | ə       |           |   |
| Aberta      | a       |           |   |

Em relação à posição da língua, as vogais são classificadas como anteriores, centrais e posteriores; em relação aos lábios, as vogais são arredondadas ou não-arredondadas. As vogais na língua podem ser classificados em três grupos:
1. Duas vogais anteriores - [i] e [e]
2. Duas vogais posteriores - [u] e [o]
3. Três vogais centrais  - [ɘ], [ə], e [a]

Existem também duas outras vogais, [ɛ] e [ɔ], mas seus status fonêmico ainda não foi confirmado; por ocorrerem em ocasiões limitadas na língua, não é claro seu status e uso.
O comprimento é muito importante neste idioma, representado por vogais longas e curtas.

### Consoantes
| Labial                     | Dental                     | Alveolar | Retroflexa | Palatal | Velar | Faringeal | Faringeal |
| Labial                     | Dental                     | Alveolar | Retroflexa | Palatal | Velar | plain     | lab.      |
| -------------------------- | -------------------------- | -------- | ---------- | ------- | ----- | --------- | --------- |
| Nasal                      | Nasal                      | m        | n̪          | ɲ       | ŋ     |           |           |
| Oclusiva                   | surda                      | p        | t̪          | ʈ       | c     | k         |           |
| Oclusiva                   | falada                     | b        | d̪          | ɖ       | ɟ     | ɡ         |           |
| Oclusiva                   | Aspiração                  | pʰ       | t̪ʰ         | ʈʰ      | cʰ    | kʰ , kʰʷ  |           |
| Fricativa                  | Fricativa                  | ɸ        | ʃ          | ħ       | ħʷ    |           |           |
| Vib. múltipla/Vib. simples | Vib. múltipla/Vib. simples | r        | ɽ          |         |       |           |           |
| Aproximante                | Aproximante                | w        | l          | (ɭ)     | j     |           |           |

### Características
O contraste entre /p/ e /b/ no início das palavras está desaparecendo, com /p/ tornando-se /b/; na língua Onge, próxima, /p/ não é foneticamente presente.
As palavras Jarawa são no mínimo monossilabicas, e as palavras léxicas são no mínimo bimoraicas. A sílaba máxima é CVC (consoante/vogal/consoante).

## Gramática

### Morfologia
Em termos de aposição, a língua Jarawa tem uma morfologia simples baseada em prefixos e sufixos. Os dois tipos de prefixos são:
- Um que é pronominal, atribuído aos verbos, adjetivos e substantivos
- Um que indica definição ou referencialidade, e é atribuído apenas aos verbos.

Sufixos são destinados a transmitir pluralidade quando anexado à substantivos ou expressar humor, modalidade e evidencialidade quando ligado a verbos. Quando anexado a adjetivos, eles podem indicar estado.

## Sistema de escrita
Os Jarawas não tem qualquer tipo de sistema de escrita. Em desenhos observados, linhas onduladas representam o oceano, e dessa forma apenas desenhos e pinturas são desenvolvidos com fins de comunicação.